# Ulumal
Ulumal är en ort i Mexiko.   Den ligger i kommunen Champotón och delstaten Campeche, i den östra delen av landet, 900 km öster om huvudstaden Mexico City. Ulumal ligger 9 meter över havet och antalet invånare är 833.
Terrängen runt Ulumal är platt, och sluttar norrut. Runt Ulumal är det glesbefolkat, med 11 invånare per kvadratkilometer. Närmaste större samhälle är Champotón, 13,4 km nordväst om Ulumal. I omgivningarna runt Ulumal växer i huvudsak lövfällande lövskog.